# 培根冰淇淋
培根冰淇淋，或稱培根雞蛋冰淇淋，是一種通過將煙肉添加到奶黃中並冷凍而製成的冰淇淋。培根冰淇淋的概念起源於1973年的英國喜劇《兩個羅尼》中的一個笑話；它最終是由紐約一家冰淇淋店於1982年為愚人節而創造的。2000年代，英國廚師赫斯頓·布魯門索嘗試用冰淇淋製作類似炒蛋的蛋奶凍、並添加培根，作為他的招牌菜之一。現在培根冰淇淋出現在一些餐廳的甜點菜單上。

## 起源
雖然冰淇淋通常被認為是一種甜品，但有證據表明維多利亞時代的人們吃過鹹味冰淇淋。培根冰淇淋起源於英國喜劇《兩個羅尼》其中一集的“冰淇淋店素描”中的一個笑話—一種沒有人願意吃的口味，其中一位顧客要求奶酪和洋蔥味冰淇淋，然後是煙熏培根味冰淇淋。
1992年，紐約弗雷多尼亞村的一間牛肉和冰淇淋店，在愚人節期間首次製作了培根雪糕。在此10年前，該店的合夥人斯科特·奧爾德里奇（Scott Aldrich）受到一位肉汁推銷員的挑戰、要求他製作牛肉汁冰淇淋，於是他在1982年愚人節做了這件事，報導稱這是“他們最噁心”的作品；但奧爾德里奇延續了在愚人節製造奇怪口味雪糕的傳統，例如1991年他推出的“巧克力意大利麵冰淇淋”、「番茄醬和芥末醬漩渦冰淇淋」、「豬肉和豆類冰淇淋」或「酸菜和香草冰淇淋」，將其免費贈送給任何願意嘗試的人；這些奇怪口味的冰淇淋普遍獲得正面評價。
2003 年，一家名為「Udder Delight」的冰淇淋店在美國德拉瓦州的里霍博斯比奇開業，此冰淇淋店專門提供各種「奇特」口味的冰淇淋；除了屢獲殊榮的花生果醬三明治味等其他口味外，此店還創造了一種味道像黃油-山核桃混合味道的培根冰淇淋。店主奇普·赫恩（Chip Hearn）將這種口味提供給一個由17人組成的私人品嚐小組，品嚐者可以提出修改建議並就該口味發表意見。

## 赫斯頓·布魯門索的培根冰淇淋
英國廚師赫斯頓·布魯門索經常利用分子美食學創造出不同尋常的菜餚，他位於伯克郡的肥鴨餐廳贏得了米其林指南三星等多項成就。早在2001年，布魯門索就創造了芥末粒和蟹味等鹹味冰淇淋口味。在一篇解釋「風味封裝」概念的文章中，布魯門索解釋說，風味在封裝的爆發中比分散在溶液中時更加強烈；因此，雞蛋煮得越久，蛋白質就越黏在一起，這會在冰淇淋中產生一些雞蛋味，並且這種風味會在食客口中融化時釋放出來。
[布魯門索的]培根蛋冰淇淋源自於他對「風味封裝」的興趣：其原理是指在喝熱水時用牙齒壓碎的一顆咖啡豆，味道會比將同一顆壓碎的咖啡豆溶解在水中的咖啡味道濃得多。有一天，他利用這一原理，將冰淇淋蛋奶凍煮得太熟了，以至於它實際上變成了炒蛋。他把它搗成泥，然後用它做了冰淇淋，有一種巨大的蛋味……[這]不是特別令人愉快。就在那時，他決定看看是否可以將熏培根的甜味融入雞蛋冰淇淋中。小伙（原文如此），成功了嗎？——傑·雷納，《觀察家報》"The man who mistook his kitchen for a lab".
傳統的冰淇淋是添加了香料的冷凍蛋奶凍。布魯門索則用糖攪拌蛋黃，直到糖與蛋黃中的蛋白質相互作用，形成蛋白質網絡。待整個物質變成白色，此時可以添加調味料並煮熟。
布魯門索的培根雞蛋冰淇淋現在已成為他的招牌菜之一，加上他的其他獨特口味，為他贏得了“奇怪的巫師”的美譽，並使他的餐廳吸引了許多美食愛好者。布魯門索表示，他的一個目標是創造一種口味會在不同時間、不同階段釋放的冰淇淋；例如，培根和雞蛋、柳橙汁或茶，並且稱他一旦完善了分離味道的技術，他就會嘗試貽貝和巧克力口味。
在2006年英國新年榮譽頒獎儀式中，布魯門索因其對食品的貢獻而被授予大英帝國勳章（OBE）。

## 食譜

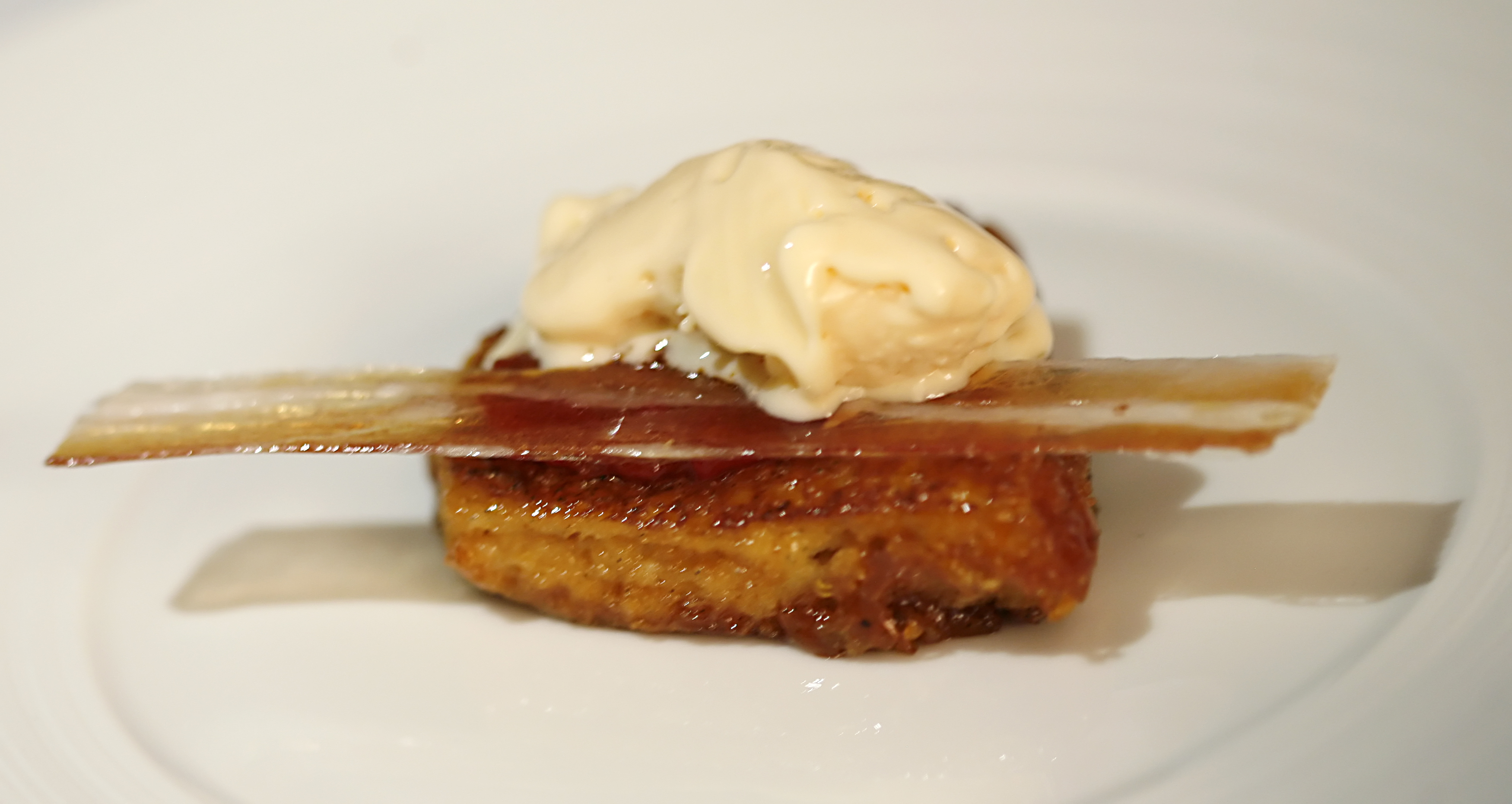
培根冰淇淋

培根冰淇淋誕生於1992年，並在2000年代盛行，因此沒有傳統配方。培根冰淇淋的食譜通常涉及在標準冰淇淋食譜中添加培根，而調味料通常是香草，其他建議調味料包括咖啡、朗姆酒或山核桃。培根的鹹味凸顯了冰淇淋的甜味:166。根據连线雜誌的一篇文章，在培根添加之前應加糖，因為這樣可以令到培根能在糖漿中烘烤入味，這有利於使培根變甜，類似於美國某些地區的煎餅。

### 布魯門索變種版本
赫斯頓·布魯門索的培根冰淇淋食譜版本，使用不加香料的冰淇淋、但味道像雞蛋。在《大肥鴨食譜》（The Big Fat Duck Cookbook）中的食譜，先將培根與脂肪一起輕輕烘烤，然後注入牛奶、等待10小時，之後將注入的混合物與雞蛋和糖一起加熱，使雞蛋煮過頭，增加“雞蛋”味道，然後過篩、放入食品加工機中，攪拌並冷凍成為冰淇淋。最後搭配法式焦糖吐司、番茄蜜餞、一片用楓糖漿硬化的薄肉片和茶果凍。
此後，布魯門索更新了他的食譜，增加了一些步驟—包括在烘烤前將培根存放在真空包裝袋中10小時。他還改變了展示方式，將未冷凍的冰淇淋注入空蛋殼中，然後在顧客的餐桌上用液態氮戲劇性地炒，給人一種正在烹飪的假象。

## 評價
培根冰淇淋受到的評價褒貶不一。作為甜味和鹹味的結合，培根冰淇淋的設計引起了爭議。布魯門索的競爭對手、廚師尼科·拉丹尼斯，批評米芝蓮以培根冰淇淋吹捧布魯門索為「天才」的行為對整個飲食行業造成了「極大的傷害」，並表示該菜品僅憑原創性不應該獲得米芝林星星。布魯門索則反駁稱拉丹尼斯從來沒有吃過培根冰淇淋。
特雷弗·懷特（Trevor White）表示，布魯門索的餐點已經融入了一種文化，一種讓食客永遠無法滿足、並且會被寵壞的飲食文化，並且他將布魯門索的餐點比喻為畸形秀:17。雅內·史崔特-波特批評布魯門索過於造作，她試圖根據他的《大肥鴨食譜》中的食譜製作培根雞蛋冰淇淋，由於事前沒有選擇到適合的工具、被迫稍微的改變食譜，結果成品十分嘔心、「病態得無法用言語形容」。
培根冰淇淋在《洛杉磯時報》上引發了爭論，美食作家諾埃爾·卡特（Noelle Carter）在該報發文、將培根冰淇淋形容為完美，但該報的健康版塊卻同時貼出了一張冠狀動脈搭橋手術的照片，並題為「培根冰淇淋，不會有什麼好處」。德拉瓦州的“Udder Delight”冰淇淋店製作了培根冰淇淋，但該店承認這樣做的部分原因似乎是為了吸引人們進入該店，更多的人進店品嚐之後轉而購買其他味道的雪糕。